# Amamiku
Amamiku is een geslacht van kreeftachtigen uit de klasse van de Malacostraca (hogere kreeftachtigen).

## Soorten
- Amamiku amamensis (Minei, 1973)
- Amamiku occulta Naruse, Segawa & Aotsuka, 2007